# Super æ
Super æ (llamado relativamente como Super Ae y Super Are) es el quinto álbum de estudio de la banda japonesa vanguardista de rock: Boredoms. Lanzado en mayo de 1998. Es considerado el álbum más conocido del grupo.
El álbum fue considerado según Pitchfork como en la posición No. 44 de "Los 100 mejores álbumes de la década de 1990" 
El álbum cuenta con una edición limitada igual lanzado en la misma fecha de lanzamiento del álbum con diferentes portadas del álbum original, aunque fue lanzado en una portada cubierta de liquido.

## Sonido
El sonido de Super æ se le cosidera de una categorización aleatoria, aunque los seguidores de culto han considerado el álbum de estilo rock experimental, rock psicodélico, space rock, noise, electrónica y noise rock.

## Lista de canciones
| Super æ  |                 |          |  |
| N.º      | Título          | Duración |  |
| 1.       | «Super You»     | 07:37    |  |
| 2.       | «Super Are»     | 08:30    |  |
| 3.       | «Super Going»   | 12:24    |  |
| 4.       | «Super Coming»  | 12:17    |  |
| 5.       | «Super Are You» | 08:47    |  |
| 6.       | «Super Shine»   | 12:45    |  |
| 7.       | «Super Good»    | 06:06    |  |
| 01:08:26 |                 |          |  |

## Personal
Todos los sencillos fueron compuestos por todos los miembros del grupo y la producción fue realizado por Yamantaka Eye y Masanoku Kondo
- Yamantaka Eye - sintetizador, percusión, vocal, loop, instrumentos electrónicos, producción
- Yoshimi P-We - sintetizador, percusión, trompeta, vocal, teclado Casio
- Yamamoto Seiichi - vocal de apoyo, guitarra eléctrica
- Hira - bajo eléctrico, percusión, vocal de apoyo
- Atari - batería, sampler, percusión
- EDA - batería, batería electrónica

### Personal Adicional
- Masanobu Kondo - producción
- Masayo Takise - masterización
- Kazvnori Akita - diseño